# 20416 Mansour
A 20416 Mansour (ideiglenes jelöléssel 1998 RR65) a Naprendszer kisbolygóövében található aszteroida. A LINEAR projekt keretében fedezték fel 1998. szeptember 14-én.